# Tinidur
Tinidur (por las letras iniciales del Ti (Titanio) + Ni (Níquel) + Duro) - es una aleación de acero austenítico resistente a las altas temperaturas, desarrollado en 1936 por los ingenieros metalúrgicos alemanes G. Bandel y K. Gebhardt  - División de Investigación de personal de la empresa Krupp. Se trata de la primera superaleación empleada en motores a chorro.

## Historia
En Alemania, el estudio sistemático de materiales resistentes a las altas temperaturas empezó en 1935-1936 en el Centro de Aviación DVL Deutsche für Luftfahrt Versuchsanstalt. El pionero de la investigación en este campo fue Franz Bollenrat. La investigación estaba relacionada con los motores de los aviones a reacción.  En la década de 1940, fue el director del Instituto de Materiales de Aviación DVL.
El acero Tinidur proviene del acero R-193. Se suponía que el endurecimiento de acero a altas temperaturas (resistencia a la fluencia) era debido a una dispersión de carburos segregados térmicamente estables, por lo que se añadía al acero carbono (0,5%) y titanio (2%). Más tarde se descubrió que el envejecimiento se produce en ausencia de carbono - debido a las precipitación de dispersado intermetálico compuesto de Ni3Ti. Después de eso, el contenido de carbono se redujo al 0,1% y esta versión mejorada recibió el nombre de Tinidur. Cuatro o cinco años más tarde, una situación similar ocurrió en Gran Bretaña en el desarrollo de la aleación de níquel resistente las altas temperaturas, "Nimonic" la resistencia a la fluencia se espera obtener a través de precipitados de carburo de titanio dispersos. Pero al final resultó que la alta resistencia del material era debida a las precipitaciones dispersas intermetálico Ni3(Ti, Al).
| aleación | %C        | %Mn     | %Si     | %Ni       | %Cr       | %Mo  | %Ti     | %Al | % otros elementos |
| -------- | --------- | ------- | ------- | --------- | --------- | ---- | ------- | --- | ----------------- |
| R-193    | 0,5       | 0,6     | 0,6     | 30        | 30        | -    | 2       | -   | Fe-base           |
| Tinidur  | 0,12-0,14 | 0,6-1,0 | 0,6-1,0 | 29,0-31,0 | 14,5-15,5 | -    | 1,8-2,2 | 0,2 | Fe-base           |
| А286     | 0,05      | 1,35    | 0,55    | 25        | 15        | 1,25 | 2,0     | 0,2 | 0,3V              |

La finalidad de los elementos de aleación austenítica Tinidur es: 
- El níquel fortalece y estabiliza la estructura austenítica, las formas de fase gamma prima y evita la formación de fases indeseables.
- El cromo proporciona una resistencia a la corrosión de gases y fortalece la solución sólida.
- El titanio y el aluminio, elementos básicos para la precipitación de aleación de endurecimiento.

La aleación era sometido a un enfriamiento desde una temperatura de 1125 °C en agua y después un envejecimiento a 750 °C. Seleccionado el adecuadamente tratamiento térmico se formaban precipitados de fase dispersa intermetálico Ni3(Ti, Al) en la matriz austenítica.

## Empleo en una turbina de gas
En 1937 el diseñador alemán Hans von Ohain eligió el Tinidur para la fabricación de la piezas sometidas a esfuerzo térmico y procedió a desarrollar el motor HeS 3 para el primer avión a reacción, el He-178.
En 1939, los diseñadores Franz Anselm , Otto Mader y el jefe metalúrgico Heinrich Adenstedt de la fábrica de motores de "Junkers", (Junkers Motorenbau) en Magdeburgo, basándose en los resultados de las pruebas comparativas de los materiales disponibles en Alemania, eligieron el Tinidur como el mejor material para la turbina del motor Jumo-004 con temperaturas de funcionamiento de 600-700 °C.
En 1943 los esfuerzos del departamento de materiales de Motorenbau Junkers en Dessau resolvió el problema de fiabilidad y estabilidad operativa de los álabes de acero macizo de Tinidur del motor Jumo-004. Pero de todas formas el Tinidur siempre fue muy frágil difícil de trabajar y no se podía soldar.
Debido a la escasez cada vez mayor de los elementos de la aleación Krupp en 1943 desarrollo varias aleación de acero resistentes a las altas temperaturas y más económicas, incluyendo el acero Vanidur y Cromadur. En Cromadur fue diseñado para funcionar en los álabes de la boquilla, el níquel fue sustituido por manganeso, que, como el níquel amplía la gama de gamma-sólido solución. Provocó una disminución en la resistencia a la fluencia de la aleación parcialmente compensado mediante la sustitución un contenido de silicio. El segundo acero fue diseñado para fabricar discos de rotor de turbina, de la fórmula original de Krupp V2A-ED, el wolframio (1% W) se sustituyó por el vanadio (1% V). El acero Sinidur - con carburo y endurecimiento intermetálico. La composición de estos aceros se muestra en la tabla.
| Aleación | %C        | %Mn       | %Si      | %Ni       | %Cr       | %Mo     | %W  | %Ti     | %Al | % otros elementos       |
| -------- | --------- | --------- | -------- | --------- | --------- | ------- | --- | ------- | --- | ----------------------- |
| Cromadur | 0,09-0,12 | 17,5-18,5 | 0,55-0,7 | -         | 11,0-14,0 | 0,7-0,8 | -   | -       | -   | V 0,60-0,70 N 0,18-0,23 |
| Vanidur  | 0,1       | 0,2-0,4   | 0,3-0,6  | 10,0-11,0 | 17,0-18,0 | -       | -   | 0,5-0,7 | -   | 1 %V                    |
| Sinidur  | 0,25      | -         | -        | 24        | 19        | 2,0     | 1,0 | 2,2-3,0 | 1,0 | -                       |

## Empleo en la postguerra
A fines de la década de 1940 en los Estados Unidos bajo la dirección de Gunter Mohling  - director adjunto de la firma de investigación de Allegheny Ludlum Steel Corp.- creó una versión mejorada del Tinidur, designada A286. El acero A286 se diferencia del Tinidur original por la adición de molibdeno y aclarar el contenido de algunos elementos. La adición de molibdeno (1,3%) - aumentó la ductilidad de la probetas entalladas a temperaturas elevadas. La primera aplicación en 1950 fue la fabricación de discos de turbina, más tarde carcasas de turbina, partes de potencia de postcombustión , álabes y discos de turbinas de gas y compresores. A mediados de la década de 1960, en la fabricación de discos de turbina fue reemplazada por la aleación de níquel hierro, "Incoloy 901» (IN901). La producción de productos semi-acabados de acero A286 en los EE. UU. se realizó solo en cinco empresas metalúrgicas: Allegheny Ludlum, Carpenter Technology, Republic Steel/ Special Metalls Division, Superior Tube, Universal Cyclopes. Lo que indica el alcance de su aplicación en la industria aeronáutica y espacial de los EE. UU.
La aleación Cromadur producida en los EE. UU. recibía la denominación AF-71.